# قوانين الجرائم ضد الدولة 1939-1998
تشكل قوانين الجرائم ضد الدولة 1939-1998 سلسلة من القوانين التي أقرها البرلمان الأيرلندي.

## الجرائم بموجب القانون
يجرم القانون العديد من الأعمال التي تعتبر ضارة بأمن الدولة. يمكن أن تخضع منظمة لأمر قمع بموجب القانون، وبعد ذلك يصبح كون الشخص عضوًا أو يقوم بأنشطة لمثل هذه المنظمة غير القانونية جريمة. يمكن قبول رأي أحد كبار رجال الشرطة كدليل ظاهر على العضوية. كما يجرم القانون عرقلة عمل الرئيس أو الحكومة، الجمعيات السرية في الشرطة أو الجيش والمظاهرات غير المصرح بها بالقرب من البرلمان الأيرلندي.

## المحكمة الجنائية الخاصة
تم إنشاء المحكمة الجنائية الخاصة وتشكيلها بموجب الفصل الخامس من هذا القانون الأساسي. تخول المادة 38 من دستور أيرلندا النظر في القضايا التي يعاقب عليها القانون بدون هيئة محلفين عندما تكون المحاكم العادية غير كافية لضمان الإدارة الفعالة للعدالة.
تتكون المحكمة من محكمة عليا ومحكمة دائرية وقاضي محكمة جزئية.
الاستئناف أمام محكمة الاستئناف الجنائي.

## الاعتقال
يسمح هذا القانون للحكومة بتنفيذ أمر الاعتقال دون محاكمة. لوزير العدل أن يأمر باحتجاز من يعتبر خطراً على أمن الدولة. كما يُنشئ لجنة استئناف مستقلة يمكن للسجناء أن يتقدموا إليها بطلب إطلاق سراحهم، معتبرين أنهم لا يشكلون تهديدًا للسلامة العامة. تم استخدام هذا خلال الحرب العالمية الثانية وكذا في عام 1957 أثناء حملة الحدود للجيش الجمهوري الإيرلندي.

## روابط خارجية
- قانون الجرائم ضد الدولة لعام 1939
- قانون الجرائم ضد الدولة (المعدل) لعام 1972
- قانون الجرائم ضد الدولة (المعدل) لعام 1985
- قانون الجرائم ضد الدولة (المعدل) لعام 1998